# 昭和天皇コラージュ事件
昭和天皇コラージュ事件（しょうわてんのうコラージュじけん）は昭和天皇のコラージュ作品を美術館が非公開にして閲覧を拒んだ事件。別名は大浦訴訟（おおうらそしょう）。

## 概要
東京都の美術家である大浦信行が、10点の版画シリーズ『遠近を抱えて』と題して1982年から1985年に制作した、昭和天皇の写真と一緒に歴史的名画の一部や人体解放図、家具や裸婦等の図解を組み合わせたコラージュ作品が、1986年に富山県立近代美術館で開かれた「86富山の美術」展に出展された際に、富山県議会や複数の議員から「不快」と指摘された他、右翼団体から抗議があり、富山県知事が右翼に襲撃される事件が起こったことから、美術館が収蔵していた作品を非公開にし、住民らが条例に基づいて出した特別観覧請求を拒否した。その後、作品の一部を作者に返却し、残りを第三者に売却して「86富山の美術」展示録を償却した。
この一連の措置に、作者を含む住民らが富山県と富山県教育委員会を相手に、損害賠償と作品の買戻し等を求める訴訟を起こした。
1998年12月16日に富山地裁は見る権利の侵害に当たるとして閲覧を求めた11人の住民に対して計23万円を支払うよう命じる判決を被告である富山県に言い渡した。控訴となり、2000年2月16日に名古屋高裁は「観覧制度で作品を損傷しようとする者が紛れ込む可能性は否定できない」等とする被告である富山県の主張を受け入れ、一審判決を破棄して原告の請求を棄却した。ただし、名古屋高裁の判決では富山県等が主張していた天皇の肖像権やプライバシーの侵害については「象徴としての地位により制約を受ける」として退けた。
2000年10月27日に最高裁は原告の上告を棄却し、判決が確定した。